# ランデヴー (サンディ・デニーのアルバム)
『ランデヴー』（原題：Rendezvous）は、イギリスのフォーク・ロック・シンガー・ソングライター、サンディ・デニーの、1977年のにアイランド・レコードからリリースされた4枚目で最後のスタジオアルバムであり、デニーが亡くなる前の最後のリリースとなった。 
サンディ・デニーとトレヴァー・ルーカスは1975年末にフェアポート・コンヴェンションを脱退し、デニーは1976年春に『ランデヴー』の制作を開始し。トレヴァー・ルーカスはこのアルバムを現代的なロック・サウンドでプロデュースし、デニーをメインストリーム・アクトに仕立て上げた。このアルバムは、ストリングス、バッキング・ボーカル、楽器のオーバーダブなどの過剰生産であると一般的に思われているが、それにもかかわらず、このアルバムには、デニーの音楽が含まれていると感じられる。それにもかかわらず、このアルバムには彼女の最高の楽曲がいくつか収録されており、曲作りの幅を広げ、深化させ、新たな影響を受けていることを示している。カリブ海を感じさせる「ゴールド・ダスト - Gold Dust」、ソウルフルなトーチソング「テイク・ミー・アウェイ - Take Me Away」と「アイム・ア・ドリーマー - I'm A Dreamer」、そして最も野心的なのは、ヴォーン・ウィリアムズ・スタイルでイギリスの牧歌的シンフォニーをトリビュートした7分間のオーケストラ曲「オール・アワ・デイズ - All Our Days」で、CBSスタジオでのライブ録音となっている。
1974年から1975年にかけてのフェアポート・コンヴェンションでの過酷なワールド・ツアーは、デニーの激しい飲酒と喫煙と相まって必然的に彼女の声にダメージを与え、そのベルのような純粋さの多くは失われていたが、デニーの繊細なフレージングと特徴的で優雅なフレージングと共にそのコントロールとパワーは健在だった。デニーは数年ぶりにアルバムの一部をライブで録音したが、その中には4月25日にベージング・ストリートで行われた特別なセッションも含まれており、「フル・ムーン - Full Moon」、「ノー・モア・サッド・リフレインズ - No More Sad Refrains」、「アイム・ア・ドリーマー」がバンドおよびストリングスと共に一日で生演奏で録音された。このアルバムにはカヴァー・ヴァージョンも収録されており、特にリチャード・トンプソンの「アイ・ウィッシュ・アイ・ワズ・ア・フール・フォー・ユー - I Wish I Was a Fool For You (For Shame of Doing Wrong)」（フェアポート後に彼女がレコーディングした唯一の元バンドメイトの曲）、「シルバー・スレッドズ・アンド・ゴールデン・ニードルズ」（1970年のフォザリンゲイのファーストアルバムでは何年も前に試みられていた）、フライング・ブリトー・ブラザーズの「ルージング・ゲーム - Losing Game」、およびローウェル・ジョージの「イージー・トゥ・スリップ - Easy to Slip」が特筆される （最後の2つは最終的なレコードには収録されていない）。デニーのオリジナルも「フル・ムーン- Full Moon」、「By the Time It Gets Dark」、「スティル・ウォーター・ラン・ディープ - Still Waters Run Deep」など何曲か録音されているが、最初のリリースでは使われていない。 
アルバムの大部分は、4月23日から6月7日までの1週間、ベージング・ストリートとアイランド・スタジオでのセッションで録音された。6月9日から18日までのセッションは大部分が大規模なミキシングとオーバーダブに費やされた。『ゴールド・ダスト (Gold Dust)』と題されたこのアルバムは7月までに完成し、1976年10月にリリースされる予定だったが、アイランドは何度もリリースを延期し、1977年5月、デニーが妊娠中でプロモーション・ツアーを行うことができなくなった時にようやくリリースされた。この延期の間にデニーはスタジオに戻り、エルトン・ジョンの「キャンドル・イン・ザ・ウインド (Candle in the Wind)」のカバー・ヴァージョンを録音したが、これが彼女の自作曲「スティル・ウォーター・ラン・ディープ」の代わりにアルバムに追加された。両方のトラックは後にシングルとしてリリースされた。アルバムリリースの数日前に行われたブリン・ハワースの「モーメンツ -  Moments」を録音するための最後のセッションは、これがデニーの最後のスタジオ録音となった。
このアルバムは見開きジャケットで発売されなかったい唯一のデニーズのソロアルバムだった。しかし、黒いカードのインナー・スリーブには白文字で歌詞が再現されていた。ジャケットは、街頭で待つデニーのロケ画像と、濃い目ののアイメイクをして赤褐色のウィッグをつけた彼女のクローズアップ・スタジオ・ポートレートを合成したものだった。 
70年代半ばにノーサンプトンシャーのバイフィールド村に転居したサンディは、1977年7月に一人娘のジョージアを出産した。 
秋には『ランデヴー』のプロモーションのための英国ツアーが行われ、これが彼女の最後の公の場となった。
1977年11月27日にロンドンのロイヤル・シアターで行われたクロージング・ナイトはライヴ・アルバム『Gold Dust』のために録音され、最終的には1998年にリリースされた。
サンディ・デニーは翌年の1978年4月、転落による合併症のため死去した。

## 評論家の反応
| 専門評論家によるレビュー | 専門評論家によるレビュー |
| レビュー・スコア         | レビュー・スコア         |
| 出典                     | 評価                     |
| ------------------------ | ------------------------ |
| オールミュージック       | [ 14 ]                   |

 2005年のオールミュージックのレビュアー、ブレット・ハーテンバッハはトレヴァー・ルーカスのプロダクションにあまり熱狂的ではなく、「面倒なストリングス、バックアップ・シンガー、肥大化したリード・ギターを使用しているために、物事が重くのしかかり、そうでなければ素晴らしい曲が埋もれてしまう」と述べている。彼は『ランデヴー』を「より多くのオーディエンスを獲得しようとした欠陥のある試みだが、より良い価値があり、最高の能力を持ったアーティストによるもの」と総括している。しかし、彼はアルバムに5つ星の3つ星評価を与えている。ローリング・ストーン誌の2004年の評価は、デニーがフォークのルーツを離れたことで、「ポップ・シンガーとして彼女を割り当てても『ランデヴー』はうまくいかなかった」というものだった。

## トラックリスト
特記あるものを除き、全曲サンディ・デニーにクレジットされている 

### サイド1
1. 「アイ・ウィッシュ・アイ・ワズ・ア・フール・フォー・ユー - I Wish I Was a Fool for You (For Shame of Doing Wrong)」（リチャード・トンプソン）– 4:25
2. 「ゴールド・ダウト - Gold Dust」– 3:54
3. 「 キャンドル・イン・ザ・ウィンド - Candle in the Wind」（エルトン・ジョン、バーニー・トーピン）– 4:08
4. 「テイク・ミー・アウェイ - Take Me Away」– 4:23
5. 「ワン・ウェイ・ドンキー・ライド  - One Way Donkey Ride」– 3:34

### サイド2
1. 「アイム・ア・ドリーマー - I'm a Dreamer」– 4:45
2. 「オール・アワ・デイズ - All Our Days」– 7:25
3. 「シルヴァー・スレッズ・アンド・ゴールデン・ニードルズ - Silver Threads and Golden Needles」（ジャック・ローズ、ディック・レイノルズ）– 3:40
4. 「ノー・モア・サッド・リフレインズ - No More Sad Refrains」– 2:48

### 1991ハンニバルレコードCDのボーナストラック（削除されている）
1. 「フル・ムーン - Full Moon」– 4:30 [15]

### 2005 アイランド・レコードによるリマスタリング再発版のボーナストラック
1. 「スティルウォーターズランディープ - Still Waters Run Deep」– 2:54（「キャンドル・イン・ザ・ウィンド」のB面）
2. 「フル・ムーン」– 4:28 [15]
3. 「アイム・ア・ドリーマー」（デモ）– 4:14 [16]
4. 「イージー・トゥ・スリップ - Easy to Slip」（ローウェル・ジョージ、マーティン・キブビー）– 3:25 [17]
5. 「モーメンツ - Moments」（ブリン・ハワース）– 3:43

## パーソネル
- サンディ・デニー - リードボーカル、アコースティックギター（5）、ピアノ（6/9）
- ジェリー・ドナヒュー - エレキギター（1/6 / 8-9）
- ジュニア・マーヴィン - エレキギター（2）
- リチャード・トンプソン - エレキギター（3）
- ボブ・ウェストン - エレキギター（4）
- トレヴァー・ルーカス - アコースティックギター（6/9）
- ジョン・"ラビット"・バンドリック - オルガン（1）、シンセサイザー（1）、ピアノ（8）
- スティーブ・ウィンウッド -オルガン（2/4/5）、クラビネット（2）、ピアノ（4）、エレクトリックピアノ（5）
- ジョン・ガレスピー -　ピアノ（3）
- パット・ドナルドソン - ベース（1-2 / 4-6 / 8-9）
- デイヴ・ペッグ - ベース（3）
- デイヴ・マタックス - ドラムス（1-4 / 6/9 ）、タンバリン（1）
- ティミ・ドナルド - ドラムス（5/8）
- ブラザー・ジェームズ - コンガ（2）
- ディック・カテル - フリューゲルホルン（2）
- ベニー・ギャラガー＆グラハム・ライル - バッキング・ボーカル（3）
- スー・グローバー＆サニー・レスリー - バッキングボーカル（4/5）
- ケイ・ガーナー＆ クレア・トーリー - バッキング・ボーカル（6）
- ザ・レディバーズ - バッキングボーカル（8）
- ザ・シルバー・バンド：ジョン・ハドソン、アラン・ホームズ、レイ・グランド、ゴードン・ブランド、デヴィッド・ホワイト、ロバート・リチャーズ、ピーター・ロケット、フィリップ・グッドウィン
- ハリー・ロビンソン - オーケストラ・アレンジ（3/6/7）
- スティーブ・グレゴリー - ブラス・アレンジ（4）
- ロバート・カービー - シルバーバンド・アレンジ（8）

### その他のクレジット
- エンジニア - ジョン・ウッド
- マスタリング - ジョン・マリノ、スターリング・サウンド
- スリーブ・デザイン - Bloomfield / Travis